# Ana Freüller Valls
Ana Freüller Valls (1909 - 1995) fue la pionera de la aviación malagueña. Además, también fue deportista. Se la considera una adelantada a su tiempo, pues consiguió introducirse en campos muy reservados para el hombre de la época (años centrales del siglo XX). En 1930, mantuvo una relación con el poeta José María Hinojosa, con el que estuvo a punto de casarse. Finalmente se casó en 1940 con Luis Poggio Monteverde.